# Grand Theft Auto III
Grand Theft Auto III (скор. GTA III або GTA 3) — відеогра у жанрі action-adventure, розроблена компанією DMA Design і випущена Rockstar Games. Це третя за рахунком і перша тривимірна комп'ютерна гра у серії Grand Theft Auto. Вона вийшла в жовтні 2001 року на PlayStation 2, створювалася з 13 грудня 2001 до травня 2002 на персональні комп'ютери, і в листопаді 2003 на Xbox. 4 січня 2008 року вона стала доступною для скачування за допомогою інтернет-сервісу цифрової дистрибуції Steam. Попередньою грою серії є Grand Theft Auto 2, а наступною — Grand Theft Auto: Vice City.
Події Grand Theft Auto III відбуваються у вигаданому американському місті Ліберті-Сіті, прототипом якого був Нью-Йорк. Протагоністом гри виступає Клод — безіменний злочинець, що став жертвою злочинної змови своєї подруги Каталіни, і Мігеля, члена колумбійського наркокартелю. У грі присутні елементи автосимулятору і шутера від третьої особи.
Концепція гри і геймплей у поєднанні з використанням 3D-движка гри вперше в даній серії ігор, сприяли тому, що Grand Theft Auto III була добре зустрінута гравцями і стала відеогрою 2001 року і разом з наступними іграми серії, Grand Theft Auto: Vice City і Grand Theft Auto: San Andreas, надала значний вплив на ігрову індустрію та продажу ігрової консолі PlayStation 2.
11 листопада 2021 року відбувся реліз збірки ремастерів Grand Theft Auto: The Trilogy - The Definitive Edition, до якої увійшла оновлена версія Grand Theft Auto III. 
У кінці 2024 року відбувся реліз альфа-версії неофіційного порту Grand Theft Auto III на приставку Dreamcast з носієм один CD. 

## Ігровий процес

GTA III — перша тривимірна гра серії

Grand Theft Auto III — гра в жанрі action-adventure. У грі присутні елементи автосимулятору і шутера від третьої особи. Grand Theft Auto III успадковує багато чого з геймплею Grand Theft Auto і Grand Theft Auto 2. Це перша гра, яка об'єднала елементи дій, стрільби і водіння автотранспортних засобів різних типів в 3D стилі. Grand Theft Auto III має геймплейні елементи Body Harvest, об'єднані з відкритим ігровим дизайном Grand Theft Auto. Серія GTA створила новий рівень свободи.
Персонаж гравця може ходити, бігати, стрибати, використовувати зброю та рукопашний бій (але не в змозі плавати).
Кримінальні злочини: крадіжка автомобіля, вбивство і злодійство призведе до збільшення рівнів уваги з боку поліції. Рівень розшуку зображено на екрані інтерфейсу в вигляді зірок. Якщо у гравця рівень розшуку досягає певних рівнів, то поліція, ФБР та армія будуть реагувати відповідним чином. Коли персонаж отримує значні травми чи був заарештований, він потрапляє до місцевої лікарні або поліцейської дільниці відповідно (за рахунок втрати всіх видів зброї та броні, а також суми грошей на медичні витрати або хабарі). Хоча це схоже на попередні ігри Grand Theft Auto, але ігровому персонажу пропонується необмежене «життя», на відміну від обмеженого числа життів в оригінальній Grand Theft Auto і його продовження.
Головною особливістю Grand Theft Auto III, порівняно з попередниками, це можливість отримувати готівкові гроші, здійснюючи дрібні злочини: крадіжка або знищення автомобілів, вбивство пішоходів. Також кількість грошей в розпорядженні гравця більше не є вимогою, щоб розблокувати нові області. Є тільки два винятки, які вимагають, щоб гравець має певну кількість грошей. Замість цього, завершення місії і розгортання сюжету гри тепер відповідальні за цю роль. Крім того, гравець може повернутися до всіх розблокованих районів міста. Але доступ до них стає небезпечнішим, ніж раніше, тому що на гравця будуть полювати ворожі угруповання.
Інтерфейс гри значно перероблений. Компас гравця в центрі замінюється окремою міні-картою, яка також показує карту міста і ключові місця (безпечні будинки і контактні пункти) або цілі. Броня і здоров'я показані в числовому форматі, додається годинник (у 24-годинному форматі). Було вирішено відмовитися від показників поваги, як в Grand Theft Auto 2. Відтепер ставлення членів угруповань до персонажа гравця залежить від просування по сюжету.
У той час як багатокористувацький режими з попередніх Grand Theft Auto дозволяв гравцеві підключатися через комп'ютерну мережу і грати в гру з іншими, Grand Theft Auto III стала першою грою в серії тільки з однокористувацький режимом гри. В результаті, були розроблені сторонні модифікації, що знову продовжив гру з відсутньою функціональності мережі шляхом маніпуляції пам'яті гри. Один з цих модифікацій став відомий як Multi Theft Auto.

### Додаткові місії
Крім основних сюжетних місій в Grand Theft Auto III існують додаткові місії, місії на службових транспортних засобах, позашляховики, місії-гонки, також в цій грі як і в Grand Theft Auto II присутні місії, які активізуються коли персонаж брав один із значків у вигляді черепа. Також з попередньої гри повернулися «Унікальні стрибки». За кожну місію (чи стрибок) гравець отримую грошовий бонус, або зброю, або транспорт.

### Угруповання
В Grand Theft Auto III існують такі угруповання:
- Тріади — класична китайська банда, яка контролює Чайнатаун. Займаються шантажем і відмиванням грошей. Їхнім прикриттям є пральня та рибна фабрика, на якій вони переробляють морепродукти. Озброєні битами або пістолетами. Автомобілі — вантажні фургони з потужнім двигуном. Лідер невідомий. Найлютіші вороги — сім'я Леоне, яка намагається підім'яти китайський район під себе. Спочатку гри нейтральні до гравця, а після проходження місії «Trial by Fire» починають проявляти агресію при зустрічі.
- Дияволи — пуерториканське угрупування, розташована в кварталі Хепберн Хейтс. Їх бізнес — наркоторгівля та порнографія. Автомобілі — модернізована версія автомобіля Сталліон з потужним двигуном і аерографією з язиками полум'я. Озброєні битами. Лідер — Ель Бурро. Ворогують з Ярді Аптауна. Лідер банди за сюжетом гри використовує Клода, щоб допомогти своєму порнобізнесу. Також Ель-Бурро дає завдання Клоду завдання на вбивство членів мафії і Тріад. Після місії «Uzi Rider» стають ворожими по відношенню до Клода.
- Мафія — італійська мафія, яка ділиться на дві підгрупи — сім'я Форрелі і сім'я Леоне. Фореллі — найменша частина мафії в місті, з'являються тільки в декількох місіях. Сім'я Леоне — досить впливове угруповання, чиїм районом є Сент-Марк. Займаються шантажем, грабежами, грошовими махінаціями, кришування. Прикриття — ресторани і клуби. Озброєні пістолетами або дробовиками. Автомобілі — модернізовані версії автомобіля Сентинел сірого кольору. Лідер — Сальваторе Леоне, який на початку 90-х років містив мережу казино в Лас-Вентурасі.
- Ярді Аптауна — порівняно невелике ямайське угрупування. Район — Ньюпорт. Займаються наркоторгівлею спільно з колумбійським картелем, прикриваються пропагандою регі. Озброєні битами або пістолетами. Автомобілі — червоного кольору з леопардовим салоном, єдині в грі володіють гідравлічною підвіскою. Лідер — Король Куртні.
- Якудза — японська банда, яка має позитивне ставлення до гравця. Закляті вороги італійської мафії. Займають район Торрингтон. Займаються грошовими махінаціями, кришуванням і фальшуванням, прикриваються мережею казино. Озброєні пістолетами або Uzi. Автомобілі — модернізовані версії автомобіля Стінгер біло-рожевого кольору. Лідери — Кенжі і Асука Касени.
- Худзій — афро-американська банда з бідних районів Шорсайд Вейла. Розділяється на два угруповання — «Червоні» та «Фіолетові», ворогуючі між собою за сюжетом (але не на вулиці). Позитивне ставлення «Червоних» до гравця. Займаються кишеньковим злодійством і викраденням автомобілів. Озброєні пістолетами або Uzi. Автомобілі — модернізовані версії автомобіля Рампа з потужнішим двигуном. Лідер «Червоних» — Ді-Айс. Лідер «Фіолетових» невідомий.
- Колумбійський картель — головна антагоністична організація гри. Активно займаються наркоторгівлею, прикриваючись вантажними перевезеннями. Контролюють Форт Стаунтон і Кедровий гай. Озброєні пістолетами, Uzi, М16 та АК-47. Автомобілі — 5-дверні пікапи на високій підвісці синього кольору. Їхні лідери — Каталіна і Мігель. Члени банди одягнені у гавайські сорочки, ковбойські чоботи зі зміїної шкіри, джинси, різнокольорові майки та крислаті капелюхи, прикрашені зубами алігаторів. Ворожі до гравця з початку гри. Ненавидять майже усі банди, за винятком Тріад і ямайців Yardies.

### Зброя
Вибір зброї, передбачених у грі складається з вогнепальної зброї, вибухових речовин, ближнього бою — рукопашного і бейсбольною битою. Вибір зброї схожий з оригінальною Grand Theft Auto і його продовження, наприклад, M1911, Micro Uzi, АК-47 і M16A1, ракетний гранатомет, вогнемет, які засновані на аналогічні зброї з оригінальної Grand Theft Auto I; дробовик і метальна зброя (пляшки із запальною сумішшю і ручні гранати) з Grand Theft Auto 2. Портування Grand Theft Auto III в тривимірну середу також дозволяє використовувати приціл в снайперській гвинтівці, M16A1 і ракетного гранатомета. Крім того, стає можливим в грі використовувати Micro Uzi для обстрілу з транспортного засобу. Крім того, носіння деякої зброї обмежує рух. Зброю можна придбати в спеціальних магазинах, отримувати в деяких місіях та забирати в мертвих членів банди.

### Транспорт
У Grand Theft Auto III представлено 54 види транспортних засобів (включаючи 4 човни і 1 літак), які доступні для управління гравцеві. Більшість представляють собою звичайні автомобілі, але є і спеціальні автомобілі, що належать членам певних банд, а також службові машини — автомобілі швидкої допомоги, поліцейські автомобілі, пожежні машини, танк.
В Grand Theft Auto III була покращена фізика транспортних засобів, але вона все ще залишається досить недопрацьованої і недосконалою. Транспортні засоби мають систему ушкоджень, проте вони лише візуально (за допомогою колізій) і на їх технічні характеристики впливу не роблять.
Перебуваючи всередині транспортного засобу, гравець має можливість змінювати камеру огляду — вибираючи вид «з бампера автомобіля», від третьої особи, вид зверху, кінематографічну камеру.

## Сюжет
Події Grand Theft Auto III відбуваються у вигаданому американському місті Ліберті-Сіті (англ. Liberty City), прототипом для якого став Нью-Йорк. Протагоністом гри виступає безіменний злочинець, який став жертвою злочинної змови своєї подруги Каталіни і Мігеля, члена колумбійського наркокартелю.
В жовтні 2001 року трійця партнерів спільно грабує банк в Ліберті-Сіті. Проте під час втечі головного героя зраджує його подружка Каталіна (озвучена Синтією Фаррелл), підстреливши його, залишає помирати. Проте безіменний злочинець (а його звати Клод, як стане відомо в GTA:SA) виживає, його заарештовують і засуджують до 10 років в'язниці.
Однак при транспортуванні ув'язнених через міст Каллаган, серед яких був головний герой, на поліцейський кортеж був скоєний напад, який дозволив герою здійснити втечу.
Відсидівшись в сховищі разом з сусідом по камері Ейт-Боллом (англ. 8-Ball, озвучений Guru), він примикає до італійської мафіозної сім'ї Леоне, що розташувалася в Портленді — східному острові Ліберті-Сіті. Спочатку виконуючи завдання посильного, головний герой швидко просувається і стає значущою фігурою в сім'ї. Під час виконання одного із завдань він знайомиться з дружиною хрещеного батька сім'ї, Марією (озвучена Дебі Мейзар). Вона закохується в нього і під час однієї зі сварок з чоловіком каже, що переспала з Клодом. Хрещений батько, Сальваторе Леоне (озвучений Френком Вінсентом), вирішує усунути головного героя, але той завдяки Марії тікає на центральний острів Стаунтон під заступництво якудзи — японської мафії. Після цього головний герой починає працювати на якудзу.
Він виконує доручення Асуки Касен (озвучена Ліанною Пай), подруги Марії, яка очолює якудзу разом з братом Кенджі. Також протягом цього часу Клод надає допомогу корумпованому поліцейському інспектору Рею Мачовскі (озвучений Робертом Лоджа), якому зрештою допомагає втекти з міста, і впливовому бізнесмену Дональду Лаву (озвучений Кайлом Маклакленом). Але в момент його сутичок з колумбійським картелем він зустрічає Каталіну, яка пізніше вбиває Асуку і викрадає Марію, вимагаючи викуп. 
Клод їде на останню зустріч із Каталіною на західний острів — Шорсайд-Вейл. Головному героєві вдається врятувати Марію і збити вертоліт, на якому намагалася втекти Каталіна.
Після закінчення сюжетної частини гри можна проходити додаткові місії (за таксиста, парамедика, поліцейського, пожежника, телефонні завдання тощо). По всьому Ліберті-Сіті розкидано 100 «секретних пакетів», збирання яких необхідне, щоб розблоковувати певну зброю.

## Місце дії
Дія гри розгортається в 2001 році у вигаданому місті Ліберті-Сіті (англ. Liberty City), яке нагадує реальний Нью-Йорк і копіює його райони Бруклін і Манхеттен. Ліберті-Сіті розташовується на двох островах: Портленд (англ. Portland), Стаунтон (англ. Staunton Island) та частини материка Шорсайд-Вейл (англ. Shoreside Vale), сполучення між якими здійснюється по навісних мостах, підземних автотунелях та метро. Кожен район відрізняється від інших архітектурою, населенням, доступним транспортом, місцевими кримінальними угрупованнями. Портленд є бідною індустріальною частиною міста. Стаунтон - це бізнес-центр Ліберті-Сіті, а Шорсайд-Вейл - багате передмістя міста, що включає міську дамбу, приватні вілли та аеропорт.
На початку гри гравцеві доступний лише один острів Портленд, а транспортне сполучення з іншими частинами міста перекрито. Однак у міру проходження сюжетних місій гри доступними стають і два інші райони Ліберті-Сіті.

## Персонажі
У зв'язку з успіхом Grand Theft Auto III та її приквелів багато персонажів перекочували в наступні ігри: дон Сальваторе Леоне, медіа-магнат Дональд Лав, Філ Кессіді, Каталіна і  Тоні Сіпріані. Свої голоси персонажам подарували багато відомих акторів і музикантів: Френк Вінсент, Майкл Медсен, Кайл Маклахлен, Майкл Рапапорт, Джо Пантоліано, Дебі Мейзар, Роберт Лоджа, Лазло Джонс і репер Guru.

## Саундтрек та ЗМІ
У грі присутні 9 радіостанцій, 8 із них музичні, а 1 радіостанція у форматі ток-шоу. Всі доступні для прослуховування гравцю, коли протагоніст гри знаходиться в будь-якому транспортному засобі, за винятком автомобілів спеціальних служб. Існує також кілька радіостанцій, реклама яких є в ігровому місті, проте вони не доступні для вибору під час гри.
Поряд із спеціально записаними для гри композиціями, на радіостанціях з'явилися пісні із реальних музичних альбомів. В обговореннях на радіостанції Chatterbox FM часто беруть участь персонажі сюжетних завдань, а в ефірі Flashback 95.6 звучить музика з фільму «Обличчя зі шрамом». Музичне мовлення усім радіостанціях переривається рекламними оголошеннями. Деякі речі, що рекламуються, мають відношення до гри, інші — згадуються на розмовних радіостанціях, також існують пародії на рекламу часів дії гри.
Протягом кількох місяців до виходу гри було запущено онлайн-газету Liberty Tree, яка повідомляла про більшість значних подій у Ліберті-Сіті та за його межами. Реклама на сторінках газети вигадана, проте розробниками було запущено низку веб-сайтів. Спроба придбання чи замовлення товару цих сайтах призводила до переадресації на офіційну сторінку гри.

### Музичні радіостанції

#### Double Clef FM
- DJ: Morgan Merryweather
- Жанр: класична музика, опера

1. Non piu andrai farfallone amoroso (з опери Одруження Фігаро)
2. Libiamo ne' lieti calici (з опери Травіату)
3. Chi mi frena in tal momento (з опери Лючія ді Ламмермур
4. La donna è mobile (з опери Ріголетто)
5. Finch'han del vino (з опери Дон Жуан)
6. O mio babbino caro (з опери Джанні Скіккі) (відсутня в ПК-версії гри)

На радіо Double Clef FM звучать арії з опер та класичні музичні твори. Улюблене радіо мафії Ліберті-Сіті. Встановлено автоматично на автомобіль Mafia Sentinel.

#### Flashback 95.6
- DJ: Тоні (Toni)
- Жанр: синтіпоп, хай-енерджі та нова хвиля

1. Debbie Harry — Rush Rush
2. Elizabeth Daily — Shake It Up
3. Paul Engemann — Push It to the Limit
4. Amy Holland — She's On Fire
5. Elizabeth Daily — I’m Hot Tonight

На радіо звучать пісні зі саундтреку до кінофільму «Обличчя зі шрамом», написані Джорджо Мородером .

#### Game Radio FM
- DJ's: DJ Stretch Armstrong та Lord Sear
- Жанр: хіп-хоп

1. Royce da 5'9" — We're Live (Danger)
2. Nature — Nature Freestyle
3. JoJo Pellegrino — JoJo Pellegrino Freestyle
4. Pretty Ugly & Royce da 5'9" — Spit Game
5. Royce da 5'9" — I'm The King
6. Black Rob — By A Stranger
7. Agallah & Sean Price — Rising to the Top

#### Head Radio
- DJ: Michael Hunt
- Жанр: софт-рок

1. Dil-Don't — Stripe Summer
2. Whatever — Good Thing
3. Craig Gray — Fade Away
4. Conor & Jay — Change
5. Frankie Fame — See Through You
6. Scatwerk — Electronic Go Go
7. Dezma — Life Is But A Mere Supply

#### Lips 106
- DJ: Andee
- Жанр: поп

1. Fatamarse — Bump To The Music
2. April's in Paris — Feels Like I Just Can't Take No More
3. Lucy — Forever
4. Boyz 2 Girls — Pray It Goes Ok?
5. Da Shootaz — Grand Theft Auto
6. Funky BJs — Rubber Tip

#### K-Jah Radio
- DJ: Horace "The Pacifist" Walsh
- Альбом: Scientist Rids World Of The Evil Curse Of The Vampires
- Жанр: даб

1. Scientist — Dance of the Vampires
2. Scientist — Your Teeth in My Neck
3. Scientist — The Corpse Rises
4. Scientist — The Mummy's Shroud
5. Scientist — Plague of Zombies

#### MSX FM
- DJ's: MC Codebreaker & DJ Timecode
- Жанр: драм-н-бейс

1. Calyx — Quagmire
2. Rascal and Klone — Get Wild
3. Ryme Tyme — Judgement Day
4. Hex — Force
5. Omni Trio — First Contact
6. Aquasky — Spectre
7. Rascal and Klone — Winner Takes All
8. Ryme Tyme — T-Minus
9. nCode — Spasm
10. D. Kay — Monolith
11. Dom & Ryme Tyme — Iceberg

Треки для радіостанції були підібрані знаменитим англійським лейблом Moving Shadow, якому на момент створення гри виповнилося 10 років. Звідси і назва станції MSX Moving Shadow X. Мікс DJ Timecode, речитатива MC Codebreaker. Частота станції відзначена як 101.1 FM, що є алюзією на мікс DJ Timecode "Moving Shadow 01.1"

#### Rise FM
- DJ: Andre The Accelerator
- Жанр:  транс

1. Chris Walsh & Dave Beran — Shake (Revolt Clogrock Remix) (композиція повторюється в кінці)
2. Shiver — Deep Time
3. R.R.D.S. — Innerbattle
4. Slyder — Score (Original Mix)
5. Slyder — Neo (The One)

Радіо, що грає музику в стилях Uplifting trance та Trance. Ведучий діджей Andre The Accelerator розбавляє ефір своїми «коронними фразами», підбадьорюючи слухачів. Треки, випущені лейблом Чикаго Generation Records на початку 2000-х, давно стали рідкістю і предметом колекціонування для меломанів і діджеїв.

### Розмовні радіостанції
Chatterbox 109 — єдина радіостанція у грі, яка має формат ток-шоу. Радіостанція має формат, у якому слухачі дзвонять у прямий ефір зі своїми думками, проблемами та скаргами, а ведучий радіо відповідає на них. Діджей на станції — Джонс Лазло.
В ефірі станції прокручують два довгі інтерв'ю з вигаданими персонажами Ліберті-Сіті. Перше з "Fernando Martinez" (періодично з'являється персонаж у серії ігор GTA), який відомий як засновник "Fernando's New Beginnings". Він називає свою роботу як «диво», стверджуючи, що це — «революційний новий спосіб зберегти Ваш шлюб». Наприкінці його інтерв'ю, однак, стає зрозуміло, що він просто грає на емоціях людей і запитує надмірну ціну за навмисне неякісне обслуговування, яке по суті є проституцією. В результаті Lazlow виганяє його зі студії, говорячи що він «лише дешевий сутенер з провінційних областей штату». Друге інтерв'ю - з пацифістом, що харчується тільки натуральними продуктами, якого постійно висміює Lazlow. Під час інтерв'ю ми дізнаємося, що Рід Такер містить продуктовий магазин «Now and Zen» у Портленді, однак у самій грі такий магазин відсутній. До кінця інтерв'ю, будучи роздратованим і злим, Рід Такер прийомом карате намагається розламати студійний стіл навпіл. Після невдалої спроби Lazlow продовжує глузувати з Ріда, наслідуючи його голосу — «Я злегка забився, не кидайте тофу або бобовий сир у мене».
Дзвонячі і самі дзвінки до студії мають гумористичний характер. Відповіді ведучого ними зазвичай їдкі і самовпевнені. Загальна відповідь на всю нісенітницю, яку говорять дзвонячі — «Добре, я впевнений, що це урок для нас усіх». Декілька дзвінків посилаються на елементи основної сюжетної лінії гри. Тоні Сіпріані кілька разів дзвонить у прямий ефір і скаржиться на нестерпність характеру своєї матері, яка не сприймає його як справжнього чоловіка. Дзвонить і Марія Латоре, яка турбується щодо своєї наркозалежності, турбується про свого бойфренда, неназваного головного героя: він дуже небалакучий, про те, що він не відповідає на її знаки уваги і не виявляє до неї жодного інтересу. Інший дзвінок надходить від наркоман, який розповідає про все більш і більш популярний наркотик SPANK, що розповсюджується колумбійським картелем. Він називає ведучого гомосексуалістом і продовжує розмову про змови і «промивання мозку» урядом, за допомогою навіть зубної пасти. Ще два, на перший погляд не пов'язані дзвінки, тонко посилаються на один одного: той, хто дзвонить, заявляє, що любить їсти тварин у будь-якому вигляді, каже, що іноді знаходить голубів, до яких прив'язані записки або листи. Інша телефонна — жінка, що належить до членів «Citizens Raging Against Phones» (C.R.A.P.; Громадяни, які виступають проти телефонів), вигаданої організації, учасники якої протестують проти використання телефонів. Вона каже, що вони використовують поштових голубів замість телефонів, але птиці стали все часто пропадати. Передбачається, що перший ловить і з'їдає цих голубів. Lazlow також вказує на іронію факту, що дана група повинна була скористатися телефоном, щоб зателефонувати в ефір радіостанції. Серед інших тих, хто дзвонить — англієць, який заявляє, що він потребує няньки, яка регулярно б карала і порола його; людина, яка скаржиться на «taxes» (мита, які вона сама називає Texas — Техас); людина, яка ненавидить одяг — «Хіба лев носить одяг? А лівий — король джунглів!».

### Радіостанції, відсутні у грі
Також існує кілька радіостанцій, рекламу яких можна помітити всюди ігровим містом Ліберті Сіті, проте вони недоступні для вибору в самій грі, не мають музичних треків або діджеїв. Такими радіостанціями є Radio Active, Liberty FM, WLLC «The Zone» і Liberty Soul FM. Невідомо, чи були ці станції спочатку призначені для появи у грі, але потім видалені з фінального релізу, або ж вони були просто розроблені як інші внутрішньоігрові вигадані рекламні бренди в грі.

## Ігровий рушій
Grand Theft Auto III використовує новий ігровий рушій — RenderWare. Гра багато в чому успадковує ігрову механіку своїх попередників, Grand Theft Auto і Grand Theft Auto 2 на новому тривимірному ігровому рушії . Ідея використовувати тривимірний рушій в іграх цього жанру не нова: першопрохідником була гра Hunter, випущена в 1991 році на персональних комп'ютерах Commodore Amiga і Atari ST. Першою тривимірною грою в цьому жанрі розробленої DMA Design стала випущена на Nintendo 64 в 1998 році Body Harvest. Вперше про гру заговорили на щорічній ігровій виставці Nintendo SpaceWorld у 1995 році. Однак, незважаючи на революційність гри для свого часу та оцінки критиків вище за середню, продажі гри були провальними. Grand Theft Auto III увібрала в себе найкраще від Body Harvest і разом з притаманним усім іграм серії відкритим світом-«пісочницею» створила безпрецедентний для свого часу рівень свободи та деталізації.
Крім виду від третьої особи, гра містить ряд додаткових камер, у тому числі кінематографічний вигляд (камери перемикаються автоматично, підшукуючи кращий ракурс) і вид зверху, характерний для Grand Theft Auto і Grand Theft Auto 2. На відміну від консольної версії, де дозвіл екрану виставлено за замовчуванням, версія для персональних комп'ютерів підтримувала роздільну здатність до 1600x1200 пікселів.
Використання рівнів деталізації дозволило розробникам оптимізувати споживання ресурсів. При переході з однієї області в іншу з'являється заставка «Ласкаво просимо до…» - це продиктовано необхідністю одночасно підвантажити великий масив даних.
Моделі транспортних засобів та пішоходів складаються з окремих частин, з'єднаних із загальним «центром» — колеса, двигун, частини кузова транспортного засобу, частини тіла пішоходів. Ушкодження транспортних засобів візуальні та на технічні характеристики жодним чином не впливають.
У грі реалізовано симуляцію 24-годинного циклу, зміну дня та ночі, зміну погоди.

## Розробка

### Зміни у фінальній версії
Фінальна версія гри Grand Theft Auto III має безліч відмінностей від бета-версії, які були пов'язані з терактом 11 вересня 2001 в США. В результаті жорсткої цензури гра була піддана великим змінам, які найяскравіше помітні при порівнюванні ігрових промоматеріалів бета-версії гри з фінальною версією, випущеної у продаж. Незважаючи на недостатність інформації про зміни, які мають бути внесені, та терміни їх внесення, Сем Хаузер, президент Rockstar Games, 19 вересня 2001 зробив заяву про те, що повинен бути проведений перегляд деяких ігрових деталей для GTA III, що ще раз підтвердило затримку випуску гри на три тижні.

«Я не хочу виглядати як ці терористи! Їхні гри теж не могли. У міру того, як місто переживало атаки, Сем і Ден ставили питання, чи варто їм взагалі випускати GTA III. Можливо, ще зарано».
«На це прекрасне місто напали,— подумав Сем,— і тепер ми створюємо жорстоку кримінальну драму в місті, яке не відрізняється від Нью-Йорка. Боже мій, я в жаху від того, де я живу, до того ж, у нас є ця страшенно божевільна гра, в якій зараз не зовсім те саме, що в голові у людей».
Оригінальний текст (англ.)
«I don't want to look anything like those terrorists»! Ніхто не може їх своїх дій. Як місто виконано з нападів, Sam і Dan wondered whether they should even release GTA III at all. Maybe it was too soon. "Цей beautiful city has been attacked", Sam thought, "і now we're making a violent crime drama set in city that's not unlike New York City. My God, I'm terrorized where I live, and on top of that, we've got this f#cking crazy game that is not exactly where people's heads are at right now».
— Девід Кушнер. Jacked: The Outlaw Story of Grand Theft Auto
Серед змін, що торкнулися гри, була заміна біло-блакитного оформлення поліцейських автомобілів на біло-чорне, поширені в багатьох штатах США. У бета-версії Grand Theft Auto III кольорове оформлення поліцейських машин було скопійовано з таких поліції Нью-Йорка, із заміною напису NYPD на LCPD.
Найбільш кардинальною зміною було видалення з фінальної версії гри одного з персонажів — Даркела. Згаданий у кількох ранніх публікаціях до виходу гри, він був революціонером і прагнув до падіння рівня економіки в місті. В одній з місій Даркела потрібно було викрасти фургон з продажу морозива, спорядити його дистанційною бомбою, приїхати на ньому в людне місце, залучити покупців і підірвати його. У фінальній версії ігор цю місію віддали іншому персонажу - Ель Бурро, змінивши теракт проти невинних жителів у вбивство членів мафіозного клану Фореллі. Також спочатку планувалося, що Даркел видаватиме місії, схожі на місії-Rampage, які переслідували масове знищення людей.
Однак пам'ять про Даркеля залишилася у внутрішньоігровому світі в четвірці бездомних, які перебувають у тунелі з Харвуда в Портланд Харбор, а модель і текстури цього персонажа залишилися у файлах із даними гри. Згідно Дену Хаузеру, віце-президенту Rockstar Games, Даркел був видалений з гри задовго до релізу. Усього з ним було пов'язано п'ять місій, які поступово забиралися, і коли залишилися лише одна чи дві, то Даркела остаточно вирізали з гри, причому це сталося задовго до терактів 11 вересня.
У версії для PlayStation 2 була прибрана можливість відстрілювання кінцівок іншим персонажам ігрового світу.
Змінили шляхи літаків, щоб не здавалося, що він летить на або десь позаду хмарочосів.
Також з гри були видалені літні пішоходи з ходунками, школярі, дівчата-таксисти, шкільні автобуси - були присутні на 8 скріншотах з бета-версії.
Самі розробники, відповідаючи на запитання шанувальників франшизи, що було приурочено до десятирічного ювілею з моменту виходу гри, заявили, що було змінено лише 1% від оригінальної гри. Ними була видалена тільки одна місія, яка посилається на терористів, а також були зроблені косметичні зміни, що стосуються моделі авто, репліки пішоходів та діалоги на радіо. За їх словами, великою зміною стала заміна європейської обкладинки гри, для видання в Америці, на іншу, чиє оформлення в подальшому стало фірмовим стилем цієї франшизи.

## Випуск на основних ігрових платформах

### PC та PlayStation 2
На відміну від версії гри для PlayStation 2, у версії гри для ПК розробники повернули можливість відстрілювати кінцівки у ігрових персонажів. Також у ПК-версії HUD має трохи інше забарвлення, ніж у PS2. ПК-версія через помилки портування має чимало відмінностей від версії PS2: у ПК-версії у автомобілів відсутні сліпучі фари, пікапи зброї, грошей, здоров'я і т. д. немає підсвітки на землі, під час дощу на асфальті немає відображень від фар машин та ліхтарів. Також для оптимізації у ПК-версії були погіршені текстури доріг та тротуарів, у PS2-версії вони трохи чіткіші. В іншому відмінності між версіями відсутні.

### Xbox
Xbox версія гри відрізняється покращеною графікою — більш чіткими текстурами, моделями з більшим числом полігонів, якісними звуками та музикою з вищим бітрейтом, щодо версій для PlayStation 2 і ПК.

### Android та iOS
15 грудня 2011 року вийшла версія Grand Theft Auto III: 10 Year Anniversary Edition для платформ Android та Apple iOS.

## Відгуки та критика
| Агрегатор    | Оцінка                   |
| ------------ | ------------------------ |
| GameRankings | 95%                      |
| Metacritic   | 93/100 (ПК) 97/100 (PS2) |

| Видання                   | Оцінка     |
| ------------------------- | ---------- |
| 1Up.com                   | A+         |
| Edge                      | 8/10       |
| Electronic Gaming Monthly | 9.33 of 10 |
| Game Informer             | 9.5 of 10  |
| GamePro                   | 5 of 5     |
| GameSpot                  | 9.6 of 10  |
| GameSpy                   | 94 of 100  |
| IGN                       | 9.6 of 10  |

Гра здобула загальне визнання критиків та мала великий комерційний успіх. Також GTA III неодноразово піддавалася різкій критиці через велику кількість насильства, зображеного у грі.